# 네가 좋으면 맑은 날인 거야
《네가 좋으면 맑은 날인 거야》(若你安好便是晴天)는 2021년 방송되었던 중국의 드라마이다.

## 소개
- 모든 것을 다 갖춘 츤데레 워커 홀릭 남자 주인공과 발랄하고 사랑스러운 신인 디자이너 여자 주인공의 재미있고 낭만적인 사랑 이야기

## 등장 인물
- 장한 - 팅밍쉬안 역
- 쉬루 - 머피 역
- 홍요 (洪尧) - 팡샤오위 역
- 왕서자 (王瑞子) - 시아쉬에링 역
- 사경연 (史卿妍) - 바이샤오만 역
- 서각 (徐阁) - 청양 역
- 곽자천 (郭子千) - 미다다 역
- 두쥐안 (杜娟) - 리우페이 역
- 왕선 (王瑄) - 팡치엔 역